# 마크로포마
마크로포마(Macropoma)는 중생대 백악기에 살았던 어류의 일종이다. 오늘날 유럽부근에서 서식하였다. 전체 몸 길이는 약 60cm, 체중은 5kg 정도 되었을 것으로 추정된다. 몸통은 짧고 뭉툭하다, 지느러미는 길다. 이와 비슷한 종인 실러캔스가 1938년 발견되었다.